# Lengua de señas británica
La lengua de señas británica (BSL; en inglés, British Sign Language) es una lengua de señas y la lengua mayoritaria de la comunidad sorda del Reino Unido.
La lengua de señas británica y la lengua de señas americana (ASL) no son mutuamente inteligibles, a pesar de que en ambos países se habla inglés.
La lengua de señas británica se diversificó durante el siglo XIX, dando lugar a la lengua de señas australiana (Auslan), la lengua de señas de Nueva Zelanda (NZSL) y la lengua de señas de Irlanda del Norte (NIRSL).